# اورلرد (لایت ناول)
اُوِرلُرد (ژاپنی: オーバーロード هپبورن: Ōbārōdo) یک مجموعه لایت ناول ژاپنی به قلم کوگانه مارویاما همراه با طراحی‌های سو-بین است. بر اساس این رمان یک مجموعه مانگا توسط هوگین میاما اقتباس شده که توسط انتشارات کادوکاوا شوتن از ۲۶ نوامبر ۲۰۱۴ در ماهنامهٔ کامپ ایس در حال چاپ است. هردو رمان لایت ناول و مجموعه مانگا توسط مؤسسه مطبوعاتی ین که در آمریکای شمالی و در مالکیت شرکت کودوکاوا است، اجازه انتشار پیدا کردند. همچنین سه مجموعه تلویزیونی انیمه نیز توسط استودیو مدهاوس تهیه گردید، به‌طوریکه هر فصل متشکل از ۱۳ قسمت است، و پخش نخستین فصل آن از ۷ ژوئیه ۲۰۱۵ تا ۲۹ سپتامبر همان سال ادامه داشت و فصل ۴ این انیمه نیز درسال ۲۰۲۲ پخش شد.

## داستان
در سال ۲۱۲۶، بازی‌های واقعیت مجازی، (بازی برخط چندنفره گسترده)پر رونق شده بودند. ایگدراسیل، یک بازی واقعیت مجازی محبوب در یکی از روزها به‌طور ناگهانی تعطیل شد. با این حال، یکی از شخصیت‌های بازی به نام «مومونگا» به دلیل علاقه‌ای که به این بازی داشت، تصمیم می‌گیرد در سیستم باقی بماند. مومونگا سپس تبدیل به شخصیتی اسکلتی شکل با عنوان «قدرتمندترین جادوگر» می‌شود. دنیای بازی به تغییرات خود ادامه می‌دهد، شخصیت‌های غیر بازیکن (ان‌پی‌سی) دارای احساسات شده و زنده می‌شوند. این مرد جوان عادی که نه خانواده، نه دوست و نه جایی در جامعه دارد تلاش می‌کند تا کنترل این دنیای جدید را در اختیار گیرد و بالاخره بازی شروع می‌شود.